# Petr Janda (Badminton)
Petr Janda (* 2. September 1971) ist ein tschechischer Badmintonspieler.

## Karriere
Petr Janda gewann in der Tschechoslowakei fünf Juniorentitel. In Tschechien siegte er 1993 und 1996 bei den Erwachsenen im Herrendoppel.

## Sportliche Erfolge
| Saison | Veranstaltung                                          | Disziplin    | Platz | Name                         |
| ------ | ------------------------------------------------------ | ------------ | ----- | ---------------------------- |
| 1989   | Tschechoslowakische Einzelmeisterschaften der Junioren | Mixed        | 1     | Petr Janda / Dana Matoušková |
| 1989   | Tschechoslowakische Einzelmeisterschaften der Junioren | Herreneinzel | 1     | Petr Janda                   |
| 1989   | Tschechoslowakische Einzelmeisterschaften der Junioren | Herrendoppel | 1     | Petr Janda / Petr Horský     |
| 1990   | Tschechoslowakische Einzelmeisterschaften der Junioren | Herreneinzel | 1     | Petr Janda                   |
| 1990   | Tschechoslowakische Einzelmeisterschaften der Junioren | Herrendoppel | 1     | Petr Janda / Daniel Gaspar   |
| 1993   | Tschechische Einzelmeisterschaften                     | Herrendoppel | 1     | Petr Janda / Daniel Gaspar   |
| 1996   | Tschechische Einzelmeisterschaften                     | Herrendoppel | 1     | Petr Janda / Daniel Gaspar   |